# スター・トレック4（仮題）
- スタートレック
  - スタートレックの映画作品 > スター・トレック4（仮題）

『スター・トレック4（仮題）』（Star_Trek_4）は公開予定のアメリカ合衆国のSF映画。リブート映画版の第4作目。
本作は、ジーン・ロッデンベリーの同名のテレビシリーズに基づいて、パラマウント・ピクチャーズで開発中のアメリカのSF映画の仮題である。本作は映画『スタートレック』の第14作に当たり、「ケルヴィン・タイムライン」シリーズの第4作でもある。2015年以降、開発中の映画にはいくつかの紆余曲折があった。

## 制作
『スター・トレック BEYOND』(2016) に続くスター・トレックの新作映画の制作は、『BEYOND』の公開前に明らかにされ、J・D・ペインとパトリック・マッケイが脚本を執筆した。  2017年12月、クエンティン・タランティーノはプロデューサーのJ・J・エイブラムスに映画のアイデアを売り込み、『BEYOND』の続編とは別に開発が始まった。S・J・クラークソンは2018年4月に『BEYOND』の続編を監督するために起用されたが、クリス・パインとクリス・ヘムズワースとの交渉はその8月に終了し、プロジェクトから降板した。ノア・ホーリーは、2019年11月にシリーズの新バージョンの脚本と監督のために起用された。タランティーノは2020年1月に、スター・トレックの映画を監督しないことを決定したことを明らかにした。ホーリーのバージョンは、パラマウント・ピクチャーズがシリーズの最良の方向性を決定できるように、同年8月に保留された。カリンダ・ヴァスケスは、2021年3月に新作映画の脚本を執筆した。
ヴァスケスの脚本とは別にリンジー・ビアとジェニーヴァ・ロバートソン＝ドウォレットによって執筆され、7月にマット・シャックマンが続編の監督に起用された。脚本は 11月にジョシュ・フリードマンとキャメロン・スクワイアーズによって執筆し直され、2022年2月にシリーズのメインキャストを復帰させるための交渉が始まった。シャックマンは同年8月にマーベル・スタジオの『ファンタスティック・フォー』(2024)の監督に起用されたことにより降板し、パラマウントは新たに監督を探し始めた。同年9月、パラマウントは本作を一時的に公開スケジュールから削除した。